# Emma Miskew
Emma Miskew (Ottawa, 14 de febrero de 1989) es una deportista canadiense que compite en curling.
Ganó cinco medallas en el Campeonato Mundial de Curling entre los años 2013 y 2025, y una medalla de oro en el Campeonato Pan Continental de Curling Femenino de 2024.
Participó en los Juegos Olímpicos de Pyeongchang 2018, ocupando el sexto lugar en la prueba femenina.

## Palmarés internacional
| Campeonato Mundial         | Campeonato Mundial        | Campeonato Mundial | Campeonato Mundial |
| Año                        | Lugar                     | Medalla            | Prueba             |
| -------------------------- | ------------------------- | ------------------ | ------------------ |
| 2013                       | Riga (Letonia)            | Medalla de bronce  | Equipo             |
| 2014                       | Saint John (Canadá)       | Medalla de plata   | Equipo             |
| 2017                       | Pekín (China)             | Medalla de oro     | Equipo             |
| 2024                       | Sydney (Canadá)           | Medalla de oro     | Equipo             |
| 2025                       | Uijeongbu (Corea del Sur) | Medalla de oro     | Equipo             |
| Campeonato Pan Continental |                           |                    |                    |
| Año                        | Lugar                     | Medalla            | Prueba             |
| 2024                       | Lacombe (Canadá)          | Medalla de oro     | Equipo             |